# Ormhuvad smörbult
Ormhuvad smörbult (Zosterisessor ophiocephalus) är en fiskart som först beskrevs av Pallas, 1814.  Ormhuvad smörbult ingår i släktet Zosterisessor och familjen smörbultsfiskar. IUCN kategoriserar arten globalt som otillräckligt studerad. Inga underarter finns listade i Catalogue of Life.